# Landtagswahl im Saarland 1980
- SPD: 24
- FDP: 4
- CDU: 23

Die Wahl zum 8. saarländischen Landtag fand am 27. April 1980 statt.
Nachdem es bei der Landtagswahl 1975 zu einem Patt zwischen der CDU auf der einen Seite und SPD und FDP auf der anderen Seite gekommen war und beide Lager jeweils 25 Mandate erhalten hatten, wurden bei dieser Landtagswahl erstmals 51 Mandate vergeben.
1979 war der seit 1959 amtierende Ministerpräsident Franz-Josef Röder im Amt verstorben. Noch am Tag vor seinem Tod hatte er Werner Zeyer als seinen Nachfolger vorgeschlagen, der sich mit der Wahl 1980 der Wiederwahl stellte.
Für die SPD trat zum ersten Mal der Saarbrücker Oberbürgermeister Oskar Lafontaine als Spitzenkandidat an. Lafontaine hatte bereits 1977 den Landesvorsitz seiner Partei übernommen. Unter seiner Führung wurde die SPD im Saarland erstmals stärkste Kraft, vermochte es jedoch nicht, die schwarz-gelbe Koalition abzulösen.
Die neu kandidierenden Grünen verfehlten den Einzug in den Landtag deutlich.
Die Wahl führte zu einer Fortsetzung der CDU/FDP-Koalition mit Zeyer als Ministerpräsidenten, Lafontaine blieb Oberbürgermeister in Saarbrücken.

## Ergebnis
Die Wahlbeteiligung lag bei 88,0 %.
| Partei  | Stimmen | Prozent | Sitze |
| ------- | ------- | ------- | ----- |
| CDU     | 305.594 | 44,0 %  | 23    |
| SPD     | 315.432 | 45,4 %  | 24    |
| FDP/DPS | 47.977  | 6,9 %   | 4     |
| Grüne   | 19.945  | 2,9 %   | —     |
| DKP     | 3.703   | 0,5 %   | —     |
| CSWU    | 2.104   | 0,3 %   | —     |